# Gretna (Florida)
Gretna és una població dels Estats Units a l'estat de Florida. Segons el cens del 2000 tenia 1.709 habitants.

## Demografia
Segons el cens del 2000, Gretna tenia 1.709 habitants, 503 habitatges, i 401 famílies. La densitat de població era de 351 habitants/km².
Dels 503 habitatges en un 41% hi vivien nens de menys de 18 anys, en un 41% hi vivien parelles casades, en un 31,2% dones solteres, i en un 20,1% no eren unitats familiars. En el 18,1% dels habitatges hi vivien persones soles el 6,6% de les quals corresponia a persones de 65 anys o més que vivien soles. El nombre mitjà de persones vivint en cada habitatge era de 3,4 i el nombre mitjà de persones que vivien en cada família era de 3,84.
Per edats la població es repartia de la següent manera: un 35% tenia menys de 18 anys, un 11,2% entre 18 i 24, un 28,1% entre 25 i 44, un 17,7% de 45 a 60 i un 8% 65 anys o més.
L'edat mediana era de 28 anys. Per cada 100 dones de 18 o més anys hi havia 87,2 homes.
La renda mediana per habitatge era de 24.769 $ i la renda mediana per família de 26.176 $. Els homes tenien una renda mediana de 20.819 $ mentre que les dones 17.955 $. La renda per capita de la població era de 9.062 $. Entorn del 25,9% de les famílies i el 30,6% de la població estaven per davall del llindar de pobresa.

## Poblacions més properes
El següent diagrama mostra les poblacions més properes.